# Siergiej Kadanczik
Siergiej Nikołajewicz Kadanczik (ros. Сергей Николаевич Каданчик, biał. Сяргей Мікалаевіч Каданчык, ur. 30 sierpnia?/12 września 1906 we wsi Moisiejewicze obecnie w rejonie osipowickim w obwodzie mohylewskim, zm. 15 września 1943 niedaleko Gelendżyka) – radziecki wojskowy, podpułkownik, uhonorowany pośmiertnie tytułem Bohatera Związku Radzieckiego (1943).

## Życiorys
Urodził się w białoruskiej rodzinie chłopskiej. Skończył szkołę podstawową, od 1928 służył w Armii Czerwonej, w 1932 ukończył przygotowawcze kursy dowódcze w Kijowie. W 1939 brał udział w ataku na Polskę i następnie w wojnie z Finlandią, w 1940 został członkiem WKP(b). Od czerwca 1941 uczestniczył w wojnie z Niemcami, walczył na Froncie Południowym, Południowo-Zachodnim, Zakaukaskim i Północno-Kaukaskim. 13 grudnia 1942 został dowódcą 1339 pułku piechoty 318 Dywizji Piechoty 18 Armii Frontu Północno-Kaukaskiego, na czele którego we wrześniu 1943 brał udział w walkach o odbicie z niemieckich rąk Noworosyjska. Niedługo później zginął w rejonie Gelendżyka. Jego imieniem nazwano ulice w Noworosyjsku i Osipowiczach.

## Odznaczenia
- Złota Gwiazda Bohatera Związku Radzieckiego (pośmiertnie, 18 września 1943)
- Order Lenina (pośmiertnie, 18 września 1943)
- Order Czerwonego Sztandaru
- Order Czerwonej Gwiazdy